# Golden Globe per la miglior attrice in una serie commedia o musicale
Il Golden Globe per la miglior attrice in una serie commedia o musicale viene assegnato alla miglior attrice di una serie televisiva commedia o musicale dalla HFPA (Hollywood Foreign Press Association). È stato assegnato per la prima volta nel 1970.

## Vincitrici e candidate
L'elenco mostra la vincitrice di ogni anno, seguita dalle attrici che hanno ricevuto una candidatura. Per ogni attrice viene indicata la serie televisiva che le ha valso la candidatura (titolo italiano e titolo originale tra parentesi).

### 1970
- 1970
  - Carol Burnett - The Carol Burnett Show
  - Julie Sommars - The Governor & J.J.
  - Lucille Ball - Here's Lucy
  - Diahann Carroll - Giulia
  - Barbara Eden - Strega per amore (I Dream of Jeannie)
  - Debbie Reynolds - Ciao Debby! (The Debbie Reynolds Show)
- 1971
  - Mary Tyler Moore - Mary Tyler Moore (The Mary Tyler Moore Show)
  - Carol Burnett - The Carol Burnett Show
  - Shirley Jones - La famiglia Partridge (The Partridge Family)
  - Juliet Mills - La tata e il professore (Nanny and the Professor)
  - Elizabeth Montgomery - Vita da strega (Bewitched)
- 1972
  - Carol Burnett - The Carol Burnett Show
  - Jean Stapleton - Arcibaldo (All in the Family)
  - Lucille Ball - Here's Lucy
  - Mary Tyler Moore - Mary Tyler Moore (The Mary Tyler Moore Show)
  - Shirley Jones - La famiglia Partridge (The Partridge Family)
- 1973
  - Jean Stapleton - Arcibaldo (All in the Family)
  - Julie Andrews - The Julie Andrews Hour
  - Beatrice Arthur - Maude
  - Carol Burnett - The Carol Burnett Show
  - Mary Tyler Moore - Mary Tyler Moore (The Mary Tyler Moore Show)
- 1974
  - Cher - The Sonny and Cher Comedy Hour
  - Jean Stapleton - Arcibaldo (All in the Family)
  - Beatrice Arthur - Maude
  - Carol Burnett - The Carol Burnett Show
  - Mary Tyler Moore - Mary Tyler Moore (The Mary Tyler Moore Show)
- 1975
  - Valerie Harper - Rhoda
  - Jean Stapleton - Arcibaldo (All in the Family)
  - Carol Burnett - The Carol Burnett Show
  - Esther Rolle - Good Times
  - Mary Tyler Moore - Mary Tyler Moore (The Mary Tyler Moore Show)
- 1976
  - Cloris Leachman - Phyllis
  - Beatrice Arthur - Maude
  - Carol Burnett - The Carol Burnett Show
  - Valerie Harper - Rhoda
  - Mary Tyler Moore - Mary Tyler Moore (The Mary Tyler Moore Show)
- 1977
  - Carol Burnett - The Carol Burnett Show
  - Bernadette Peters - All's Fair
  - Isabel Sanford - I Jefferson (The Jeffersons)
  - Dinah Shore - Dinah!
  - Mary Tyler Moore - Mary Tyler Moore (The Mary Tyler Moore Show)
- 1978
  - Carol Burnett - The Carol Burnett Show
  - Beatrice Arthur - Maude
  - Penny Marshall - Laverne & Shirley
  - Isabel Sanford - I Jefferson (The Jeffersons)
  - Jean Stapleton - Arcibaldo (All in the Family)
  - Cindy Williams - Laverne & Shirley
- 1979
  - Linda Lavin - Alice
  - Carol Burnett - The Carol Burnett Show
  - Penny Marshall - Laverne & Shirley
  - Suzanne Somers - Tre cuori in affitto (Three's Company)
  - Jean Stapleton - Arcibaldo (All in the Family)

### 1980
- 1980
  - Linda Lavin - Alice
  - Penny Marshall - Laverne & Shirley
  - Donna Pescow - Angie
  - Jean Stapleton - Arcibaldo (All in the Family)
  - Loretta Swit - M*A*S*H
- 1981
  - Katherine Helmond - Bolle di sapone
  - Loni Anderson - WKRP in Cincinnati
  - Polly Holliday - Flo
  - Linda Lavin - Alice
  - Lynn Redgrave - Visite a domicilio (House Calls)
- 1982
  - Eileen Brennan - Soldato Benjamin (Private Benjamin)
  - Loni Anderson - WKRP in Cincinnati
  - Bonnie Franklin - Giorno per giorno (One Day at a Time)
  - Barbara Mandrell - Barbara Mandrell and the Mandrell Sisters
  - Loretta Swit' - M*A*S*H
- 1983
  - Debbie Allen - Saranno famosi (Fame)
  - Eileen Brennan - Soldato Benjamin (Private Benjamin)
  - Bonnie Franklin - Giorno per giorno (One Day at a Time)
  - Rita Moreno - Dalle 9 alle 5, orario continuato (9 to 5)
  - Isabel Sanford - I Jefferson (The Jeffersons)
- 1984
  - Joanna Cassidy - Buffalo Bill
  - Debbie Allen - Saranno famosi (Fame)
  - Madeline Kahn - Oh Madeline
  - Shelley Long - Cin cin (Cheers)
  - Isabel Sanford - I Jefferson (The Jeffersons)
- 1985
  - Shelley Long - Cin cin (Cheers)
  - Debbie Allen - Saranno famosi (Fame)
  - Nell Carter - La piccola grande Nell (Gimme a Break!)
  - Susan Clark - Webster
  - Jane Curtin - Kate e Allie
  - Isabel Sanford - I Jefferson (The Jeffersons)
- 1986
  - Estelle Getty - Cuori senza età (The Golden Girls)
  - Cybill Shepherd - Moonlighting
  - Beatrice Arthur - Cuori senza età (The Golden Girls)
  - Rue McClanahan - Cuori senza età (The Golden Girls)
  - Betty White - Cuori senza età (The Golden Girls)
- 1987
  - Cybill Shepherd - Moonlighting
  - Beatrice Arthur - Cuori senza età (The Golden Girls)
  - Estelle Getty - Cuori senza età (The Golden Girls)
  - Rue McClanahan - Cuori senza età (The Golden Girls)
  - Betty White - Cuori senza età (The Golden Girls)
- 1988
  - Tracey Ullman - The Tracey Ullman Show
  - Beatrice Arthur - Cuori senza età (The Golden Girls)
  - Rue McClanahan - Cuori senza età (The Golden Girls)
  - Cybill Shepherd - Moonlighting
  - Betty White - Cuori senza età (The Golden Girls)
- 1989
  - Candice Bergen - Murphy Brown
  - Beatrice Arthur - Cuori senza età (The Golden Girls)
  - Roseanne Barr - Pappa e ciccia (Roseanne)
  - Tracey Ullman - The Tracey Ullman Show
  - Betty White - Cuori senza età (The Golden Girls)

### 1990
- 1990
  - Jamie Lee Curtis - Anything But Love
  - Kirstie Alley - Cin cin (Cheers)
  - Stephanie Beacham - Sister Kate
  - Candice Bergen - Murphy Brown
  - Tracey Ullman - The Tracey Ullman Show
- 1991
  - Kirstie Alley - Cin cin (Cheers)
  - Roseanne Barr - Pappa e ciccia (Roseanne)
  - Candice Bergen - Murphy Brown
  - Carol Burnett - Carol & Company
  - Katey Sagal - Sposati... con figli (Married with Children)
- 1992
  - Candice Bergen - Murphy Brown
  - Kirstie Alley - Cin cin (Cheers)
  - Roseanne Barr - Pappa e ciccia (Roseanne)
  - Jamie Lee Curtis - Anything But Love
  - Katey Sagal - Sposati... con figli (Married with Children)
- 1993
  - Roseanne Barr - Pappa e ciccia (Roseanne)
  - Kirstie Alley - Cin cin (Cheers)
  - Candice Bergen - Murphy Brown
  - Helen Hunt - Innamorati pazzi (Mad About You)
  - Katey Sagal - Sposati... con figli (Married with Children)
- 1994
  - Helen Hunt - Innamorati pazzi (Mad About You)
  - Roseanne Barr - Pappa e ciccia (Roseanne)
  - Candice Bergen - Murphy Brown
  - Patricia Richardson - Quell'uragano di papà (Home Improvement)
  - Katey Sagal - Sposati... con figli (Married with Children)
- 1995
  - Helen Hunt - Innamorati pazzi (Mad About You)
  - Candice Bergen - Murphy Brown
  - Brett Butler - Grace Under Fire
  - Ellen DeGeneres - Ellen
  - Patricia Richardson - Quell'uragano di papà (Home Improvement)
- 1996
  - Cybill Shepherd - Cybill
  - Candice Bergen - Murphy Brown
  - Ellen DeGeneres - Ellen
  - Fran Drescher - La tata (The Nanny)
  - Helen Hunt - Innamorati pazzi (Mad About You)
- 1997
  - Helen Hunt - Innamorati pazzi (Mad About You)
  - Brett Butler - Grace Under Fire
  - Fran Drescher - La tata (The Nanny)
  - Cybill Shepherd - Cybill
  - Brooke Shields - Susan (Suddenly Susan)
  - Tracey Ullman - Tracey Takes On...
- 1998
  - Calista Flockhart - Ally McBeal
  - Kirstie Alley - L'atelier di Veronica (Veronica's Closet)
  - Ellen DeGeneres - Ellen
  - Jenna Elfman - Dharma & Greg
  - Helen Hunt - Innamorati pazzi (Mad About You)
  - Brooke Shields - Susan (Suddenly Susan)
- 1999
  - Jenna Elfman - Dharma & Greg
  - Christina Applegate - Jesse
  - Calista Flockhart - Ally McBeal
  - Sarah Jessica Parker - Sex and the City
  - Laura San Giacomo - Just Shoot Me!

### 2000
- 2000
  - Sarah Jessica Parker - Sex and the City
  - Jenna Elfman - Dharma & Greg
  - Calista Flockhart - Ally McBeal
  - Felicity Huffman - Sports Night
  - Heather Locklear - Spin City
  - Debra Messing - Will & Grace
- 2001
  - Sarah Jessica Parker - Sex and the City
  - Calista Flockhart - Ally McBeal
  - Jane Kaczmarek - Malcolm (Malcolm in the Middle)
  - Debra Messing - Will & Grace
  - Bette Midler - Bette
- 2002
  - Sarah Jessica Parker - Sex and the City
  - Calista Flockhart - Ally McBeal
  - Jane Kaczmarek - Malcolm (Malcolm in the Middle)
  - Heather Locklear - Spin City
  - Debra Messing - Will & Grace
- 2003
  - Jennifer Aniston - Friends
  - Bonnie Hunt - Una mamma quasi perfetta (Life With Bonnie)
  - Jane Kaczmarek - Malcolm (Malcolm in the Middle)
  - Debra Messing - Will & Grace (Will & Grace)
  - Sarah Jessica Parker - Sex and the City
- 2004
  - Sarah Jessica Parker, Sex and the City
  - Bonnie Hunt - Una mamma quasi perfetta (Life With Bonnie)
  - Reba McEntire - Reba
  - Debra Messing - Will & Grace
  - Bitty Schram - Detective Monk (Monk)
  - Alicia Silverstone - Miss Match
- 2005
  - Teri Hatcher - Desperate Housewives
  - Marcia Cross - Desperate Housewives
  - Felicity Huffman - Desperate Housewives
  - Debra Messing - Will & Grace
  - Sarah Jessica Parker - Sex and the City
- 2006
  - Mary-Louise Parker - Weeds
  - Marcia Cross - Desperate Housewives
  - Teri Hatcher - Desperate Housewives
  - Felicity Huffman - Desperate Housewives
  - Eva Longoria - Desperate Housewives
- 2007
  - America Ferrera - Ugly Betty
  - Marcia Cross - Desperate Housewives
  - Felicity Huffman - Desperate Housewives
  - Julia Louis-Dreyfus - La complicata vita di Christine (The New Adventures of Old Christine)
  - Mary-Louise Parker - Weeds
- 2008
  - Tina Fey - 30 Rock
  - Christina Applegate - Samantha chi? (Samantha Who?)
  - America Ferrera - Ugly Betty
  - Anna Friel - Pushing Daisies
  - Mary-Louise Parker - Weeds
- 2009
  - Tina Fey - 30 Rock
  - Christina Applegate - Samantha chi? (Samantha Who?)
  - America Ferrera - Ugly Betty
  - Debra Messing - The Starter Wife
  - Mary-Louise Parker - Weeds

### 2010
- 2010
  - Toni Collette - United States of Tara
  - Courteney Cox - Cougar Town
  - Edie Falco - Nurse Jackie - Terapia d'urto (Nurse Jackie)
  - Tina Fey - 30 Rock
  - Lea Michele - Glee
- 2011
  - Laura Linney - The Big C
  - Toni Collette - United States of Tara
  - Edie Falco - Nurse Jackie - Terapia d'urto (Nurse Jackie)
  - Tina Fey - 30 Rock
  - Lea Michele - Glee
- 2012
  - Laura Dern - Enlightened
  - Zooey Deschanel - New Girl
  - Tina Fey - 30 Rock
  - Laura Linney - The Big C
  - Amy Poehler - Parks and Recreation
- 2013
  - Lena Dunham - Girls
  - Zooey Deschanel - New Girl
  - Tina Fey - 30 Rock
  - Julia Louis-Dreyfus - Veep - Vicepresidente incompetente (Veep)
  - Amy Poehler - Parks and Recreation
- 2014
  - Amy Poehler - Parks and Recreation
  - Zooey Deschanel - New Girl
  - Lena Dunham - Girls
  - Edie Falco - Nurse Jackie - Terapia d'urto (Nurse Jackie)
  - Julia Louis-Dreyfus - Veep - Vicepresidente incompetente (Veep)
- 2015
  - Gina Rodriguez - Jane the Virgin
  - Lena Dunham - Girls
  - Edie Falco - Nurse Jackie - Terapia d'urto (Nurse Jackie)
  - Julia Louis-Dreyfus - Veep - Vicepresidente incompetente (Veep)
  - Taylor Schilling - Orange Is the New Black
- 2016
  - Rachel Bloom - Crazy Ex-Girlfriend
  - Jamie Lee Curtis - Scream Queens
  - Julia Louis-Dreyfus - Veep - Vicepresidente incompetente (Veep)
  - Gina Rodriguez - Jane the Virgin
  - Lily Tomlin - Grace and Frankie
- 2017
  - Tracee Ellis Ross - Black-ish
  - Rachel Bloom - Crazy Ex-Girlfriend
  - Julia Louis-Dreyfus - Veep - Vicepresidente incompetente (Veep)
  - Sarah Jessica Parker - Divorce
  - Issa Rae - Insecure
  - Gina Rodriguez - Jane the Virgin
- 2018
  - Rachel Brosnahan - La fantastica signora Maisel (The Marvelous Mrs. Maisel)
  - Pamela Adlon - Better Things
  - Alison Brie - GLOW
  - Issa Rae - Insecure
  - Frankie Shaw - SMILF
- 2019
  - Rachel Brosnahan - La fantastica signora Maisel (The Marvelous Mrs. Maisel)
  - Kristen Bell - The Good Place
  - Candice Bergen - Murphy Brown
  - Alison Brie - GLOW
  - Debra Messing - Will & Grace

### 2020
- 2020
  - Phoebe Waller-Bridge - Fleabag
  - Asmaa Abulyazeid - Miss Farah (الآنسة فرح)
  - Christina Applegate - Amiche per la morte - Dead to Me (Dead to Me)
  - Rachel Brosnahan - La fantastica signora Maisel (The Marvelouis Mrs. Maisel)
  - Kirsten Dunst - On Becoming a God
  - Natasha Lyonne - Russian Doll
- 2021[1]
  - Catherine O'Hara - Schitt's Creek
  - Elle Fanning - The Great
  - Kaley Cuoco - L'assistente di volo - The Flight Attendant (The Flight Attendant)
  - Lily Collins - Emily in Paris
  - Asmaa Abulyazeid - Miss Farah (الآنسة فرح)
  - Jane Levy - Lo straordinario mondo di Zoey (Zoey's Extraordinarily playlist)
- 2022[2]
  - Jean Smart - Hacks
  - Hannah Einbinder - Hacks
  - Elle Fanning - The Great
  - Issa Rae - Insecure
  - Tracee Ellis Ross - Black-ish
  - Asmaa Abulyazeid - Miss Farah (الآنسة فرح)
- 2023
  - Quinta Brunson - Abbott Elementary
  - Kaley Cuoco - L'assistente di volo - The Flight Attendant (The Flight Attendant)
  - Selena Gomez - Only Murders in the Building
  - Jenna Ortega - Mercoledì (Wednesday)
  - Jean Smart - Hacks
- 2024
  - Ayo Edebiri – The Bear
  - Rachel Brosnahan – La fantastica signora Maisel (The Marvelous Mrs. Maisel)
  - Quinta Brunson – Abbott Elementary
  - Elle Fanning – The Great
  - Selena Gomez – Only Murders in the Building
  - Natasha Lyonne – Poker Face
- 2025
  - Jean Smart – Hacks
  - Kristen Bell – Nobody Wants This
  - Quinta Brunson – Abbott Elementary
  - Ayo Edebiri – The Bear
  - Selena Gomez – Only Murders in the Building
  - Kathryn Hahn – Agatha All Along